# صفائية اللغة الأيسلندية
الصفائية اللغوية في الأيسلندية هي الاهتمام بإبدال الكلمات الدخيلة المأخوذة من لغات أخرى بالكلمات الأصيلة المأخوذة من اللغة الأيسلندية القديمة.

## الغرض
في اللغة الأيسلندية عنصر أساسي من الهوية الوطنية للأيسلنديين. التركيز على الصفائية مرده الرغبة في الحفاظ على القواعد النحو لأن الأيسلندية تنصرف على نحو مشابه للعربية على خلاف اللغات الأوروبية كالإنجليزية والفرنسية، وراجع أيضا لإرادة توليد المصطلحات كي تكون اللغة صالحة للاستعمال في المجالات التقنية وغيرها وهذا يضمن استمرارها.

## توليد الكلمات الجديدة
يشارك الأفراد والمنظمات ومعهد اللغة الأيسلندية في اقتراح كلمات وتعابير جديدة مما ينوع مصادر المصطلحات. كلمة سيميsími مثلا هي كلمة قديمة معناها «الخيط الطويل»، لكنها تستعمل بمعنى «الهاتف» (كلمة الهاتف في العربية من مخترعات مجامع اللغة وتعني في الأصل «من يسمع صوته ولا يرى شخصه»).